# Darja Kocjančič
Darja Kocjančič, slovenska pesnica, * 14. avgust 1964, Ljubljana.
Darja Kocjančič sodi med slovenske pesnice haiku poezije. Njen knjižni prvenec je Rezervirano za pilote, ki ga je izdalo in založilo Društvo Apokalipsa, Zbirka haiku 2004, Ljubljana 2004. Haiku objavlja na slovenskem blogu eDnevnik. 
Poleg pisanja haiku poezije se ukvarja s slikarstvom in abstraktno fotografijo.